# ويستلاند للطائرات
ويستلاند للطائرات  (بالإنجليزية: Westland Aircraft)‏ هي شركة صناعة طائرات بريطانية تأسست في عام 1915. يقع مقرها يوفيل في سومرست، المملكة المتحدة.
شكلت كشركة منفصلة عن طريق الانفصال عن شركة بيترز (PETTERS) المحدودة وذلك قبل بداية الحرب العالمية الثانية، ويستلاند تصنع الطائرات منذ عام 1915. وخلال الحرب أنتجت الشركة عددا من التصاميم غير الناجحة عموما، ولكن على ويستلاند ليساندر سيكون بمثابة مهمة الطائرات الاتصال مع سلاح الجو الملكي. بعد الحرب ركزت الشركة على طائرات الهليكوبتر، واندمجت مع عدة شركات بريطانية أخرى لتنشيء ويستلاند هليكوبتر في عام 1961.